# David Bartimej Tencer
David Bartimej Tencer OFMCap (Nová Baňa, Tchecoslováquia, 18 de maio de 1963) é o bispo católico romano de Reykjavík.
Em 15 de junho de 1986, David Tencer recebeu o Sacramento da Ordem para a Diocese de Banská Bystrica. Em 1990 Tencer entrou na Ordem dos Capuchinhos e fez sua profissão perpétua em 28 de agosto de 1994.
Em 18 de setembro de 2015, o Papa Francisco o nomeou Bispo de Reykjavík. Em 31 de outubro de 2015, seu antecessor Pierre Bürcher o consagrou bispo em Reykjavík. Co-consagradores foram o Núncio Apostólico na Islândia, Arcebispo Henryk Józef Nowacki, e o Bispo de Žilina, Tomáš Galis.